# 会师镇
会师镇，是中华人民共和国甘肃省白银市会宁县下辖的一个乡镇级行政单位。記念1936年10月中国工农红军一、二、四方面军会师于此得名。

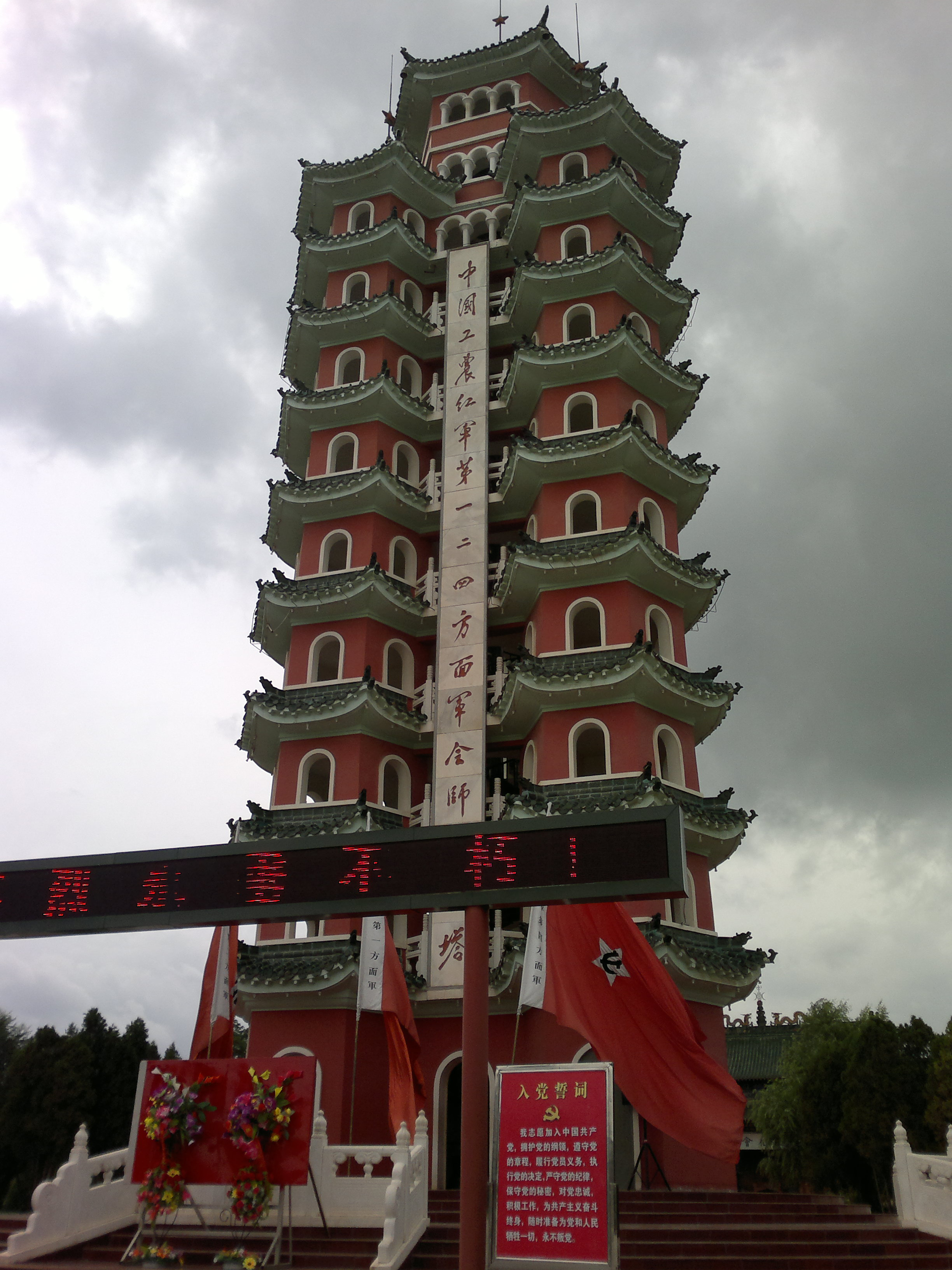
会师塔

## 行政区划
会师镇下辖以下地区：
东山根社区、桃花山社区、会师门社区、广场社区、校场社区、枝阳社区、高家庄村、南十里铺村、西岩山村、南家咀头村、范家湾村、东河村、稍岔村和蒲杏村。